# Dahaneh-ye Shur
Dahaneh-ye Shūr (persiska: دهنه شور) är en ort i Iran.   Den ligger i provinsen Khorasan, i den nordöstra delen av landet, 600 km öster om huvudstaden Teheran. Dahaneh-ye Shūr ligger 1 239 meter över havet och antalet invånare är 684.
Terrängen runt Dahaneh-ye Shūr är platt åt sydväst, men åt nordost är den kuperad.Runt Dahaneh-ye Shūr är det ganska tätbefolkat, med 56 invånare per kvadratkilometer. Närmaste större samhälle är Solţānābād, 19,5 km söder om Dahaneh-ye Shūr. Trakten runt Dahaneh-ye Shūr består i huvudsak av gräsmarker.